# الکساندر پونومارف
الکساندر پونومارف (اوکراینی: Олександр Семенович Пономарьов؛ ۲۳ آوریل ۱۹۱۸ – ۷ ژوئن ۱۹۷۳) بازیکن و مربی فوتبال اهل اتحاد جماهیر شوروی سوسیالیستی بود.
از باشگاه‌هایی که در آن بازی کرده‌است می‌توان به باشگاه فوتبال شاختار دونتسک، باشگاه فوتبال تورپدو مسکو، و باشگاه فوتبال روتور ولگوگراد اشاره کرد.